# Phacelia glabra
Phacelia glabra là loài thực vật có hoa trong họ Mồ hôi. Loài này được Nutt. miêu tả khoa học đầu tiên năm 1837.